# Інформаційний вибух

Поширення в популяції Homo sapiens нових функціонально-поведінкових відмінних ознак у вигляді корисних навичок інформаційної взаємодії. a — населення Землі; b — грамотність; c — читання-друкування — доступність всім грамотним; d — отримання радіо-, телевізійної інформації (кількість приймачів); e — інформаційний зв'язок через телефони, комп'ютери, інтернет (к-ть телефонів, комп'ютерів, користувачів Інтернет)

Інформаційний вибух — швидке збільшення кількості публікацій або об'єму даних і ефект, який виникає як наслідок. Зростання кількості доступних даних ускладнює процес управління інформацією, що призводить до інформаційного перевантаження. Оксфордський словник англійської мови вказує на використання цієї фрази в статті журналу «New Statesman» у березні 1964 року.
Станіслав Лем описав цю проблему і інфляцію культури, яку вона викликає, в «Summa Technologiae» (1964), повторюючи пізніше неодноразово (наприклад, сатирично — в «Перикаліпсисі» зі збірки «Абсолютний вакуум», 1971).
Цивілізаційні тренди розвитку інформаційного суспільства характеризуються тим, що в 2002 році людством було вироблено інформації 18 ∙ 108 байт (18 Ексабайт). За п'ять попередніх років людством було вироблено інформації більше, ніж за всю попередню історію. Обсяг інформації в світі зростає щорічно на 30 %. В середньому на людину в рік у світі виробляється 2,5 ∙ 108 байт.
Сучасна революція в інформаційних технологіях характеризується тим, що на 7 млрд осіб припадає 6 млрд телефонів (дані компанії «Ericsson», 2012), 6 млрд телевізійних установок («Guinnes Today», 2012), 2 млрд комп'ютерів («Gartner», 2012), 2,3 млрд інтернет-користувачів («Internet World Stats», 2012).
Способи накопичення знань з надмірною кількістю електронної інформації (наприклад, злиття даних можуть допомогти при добуванні даних) існують з 1970-х років. Ще однією загальноприйнятою методикою роботи з такою кількістю інформації є якісне дослідження. Такий підхід має на меті організувати інформацію, синтезувати, класифікувати та систематизувати для більш зручного і простішого пошуку.

## Паперові носії

### Наукові журнали
У 1950—1970 роки дійсно спостерігався величезний приріст наукових публікацій. Однак в XXI столітті багато наукових напрямків втратило державну підтримку в таких «наукових державах», як Росія і США. Внаслідок того кількість публікацій різко зменшилася, а деякі журнали припинили видаватися.

## Електронні носії
У галузі електронних комунікацій в самому кінці XX століття виникло вибухоподібне зростання різноманітних приватних публікацій у Всесвітній мережі. Кількість блогів подвоюється кожні 6 місяців.
За статистикою, обсяг цифрової інформації подвоюється кожні вісімнадцять місяців. Здебільшого (до 95 %) цей потік складається з неструктурованих даних (лише 5 % складають різні бази даних — тим чи іншим чином структурована інформація).
Вікі-коллаборативні портали. Кількість статей в них зростає експоненціально.

## Теорія трьох революцій
Е.Тоффлер ввів в науковий обіг теорію трьох революцій, згідно з якою людство пережило вже аграрну і промислову революції і стоїть на порозі інформаційної революції.
Вчені стверджують, що в історії розвитку цивілізації відбулося кілька інформаційних революцій — перетворень суспільних відносин через кардинальні зміни у сфері обробки інформації. Наслідком подібних перетворень було придбання людським суспільством нової якості.

### Перша революція
Перша революція пов'язана з винаходом писемності, що привело до гігантського якісного і кількісного стрибка. З'явилася можливість передачі знань від покоління до покоління.

### Друга революція
Друга революція (середина XVI ст.) викликана винаходом друкарства, що радикально змінило індустріальне суспільство, культуру, організацію діяльності.

### Третя революція
Третя революція (кінець XIX ст.) зумовлена винаходом електрики, завдяки якій з'явилися телеграф, телефон, радіо, що дозволяють оперативно передавати і накопичувати інформацію в будь-якому обсязі.

### Четверта революція
Четверта революція (70-і рр. XX ст.) пов'язана з винаходом мікропроцесорної технології і появою персонального комп'ютера. На мікропроцесорах і інтегральних схемах створюються комп'ютери, комп'ютерні мережі, системи передачі даних (інформаційні комунікації). Цей період характеризують три фундаментальні інновації:
- перехід від механічних та електричних засобів перетворення інформації до електронних;
- мініатюрізація всіх вузлів, пристроїв, приладів, машин;
- створення програмно-керованих пристроїв і процесів.

## Споріднені терміни
Так як «інформація» в електронних засобах масової інформації часто використовується синонімічно з «даними», термін інформаційний вибух тісно пов'язаний з концепцією зливу даних (англ. data flood). Іноді термін «злив інформації» використовується також. Всі вони, в загалом, зводяться до постійно зростаючої кількості електронних даних, обмінюваних в одиницю часу. Усвідомлення про некеровані обсяги даних виросли разом з появою більш потужною обробки даних, починаючи з середини 1960-х років.

## Вебсервери
Станом на серпень 2005 року налічувалося понад 70 мільйонів вебсерверів. Станом на вересень 2007 року налічувалося понад 135 мільйонів вебсерверів.

## Блоги
Згідно Technorati, кількість блогів подвоюється приблизно кожні 6 місяців в цілому 35,3 мільйонів блогів станом на квітень 2006 г. Це є прикладом ранньої стадії логістичного зростання, де зростання становить приблизно експоненціальне, оскільки блоги є нещодавнім нововведенням. У міру того як кількість блогів наближається до числа можливих виробників (людей), відбувається насичення, зниження росту, а кількість блогів зрештою стабілізується.

## Дослідження питання
Розвиваються: методологія і статистика вимірювань в суспільстві інформації та інформаційних навантажень, регламентація федеральним законодавством безпечного змісту інформації.
• Закон Меткалфа
|  | Інформаційний вибух таїть у собі не меншу небезпеку, ніж демографічний. По Мальтусу, людство як виробник відстає від себе ж як споживача, тобто мова йде про співвідношення сукупної біологічної маси й сукупного економічного продукту людства. Але в змаганні з самим собою у людства все ж набагато більші шанси, ніж у індивіда у змаганні з усім людством. Як з'ясовується до початку третього тисячоліття, основні ресурси суспільства — не промислові або сільськогосподарські, а інформаційні. Якщо матеріальне виробництво людства відстає від його матеріальних потреб, то ще більш відстає інформаційне споживання індивіда від інформаційного виробництва людства. Це криза не перенаселеності, а непорозуміння, криза родової ідентичності. Людство може себе прогодувати — але може воно себе зрозуміти, охопити розумом індивіда те, що створено видовим розумом? Вистачить людині біологічно відміряного терміну життя, щоб стати людиною? |

— М. Н. Епштейн, «Інформаційний вибух і травма постмодерну»